# Panamerikanische Spiele 2015/Leichtathletik – 10.000 m der Männer

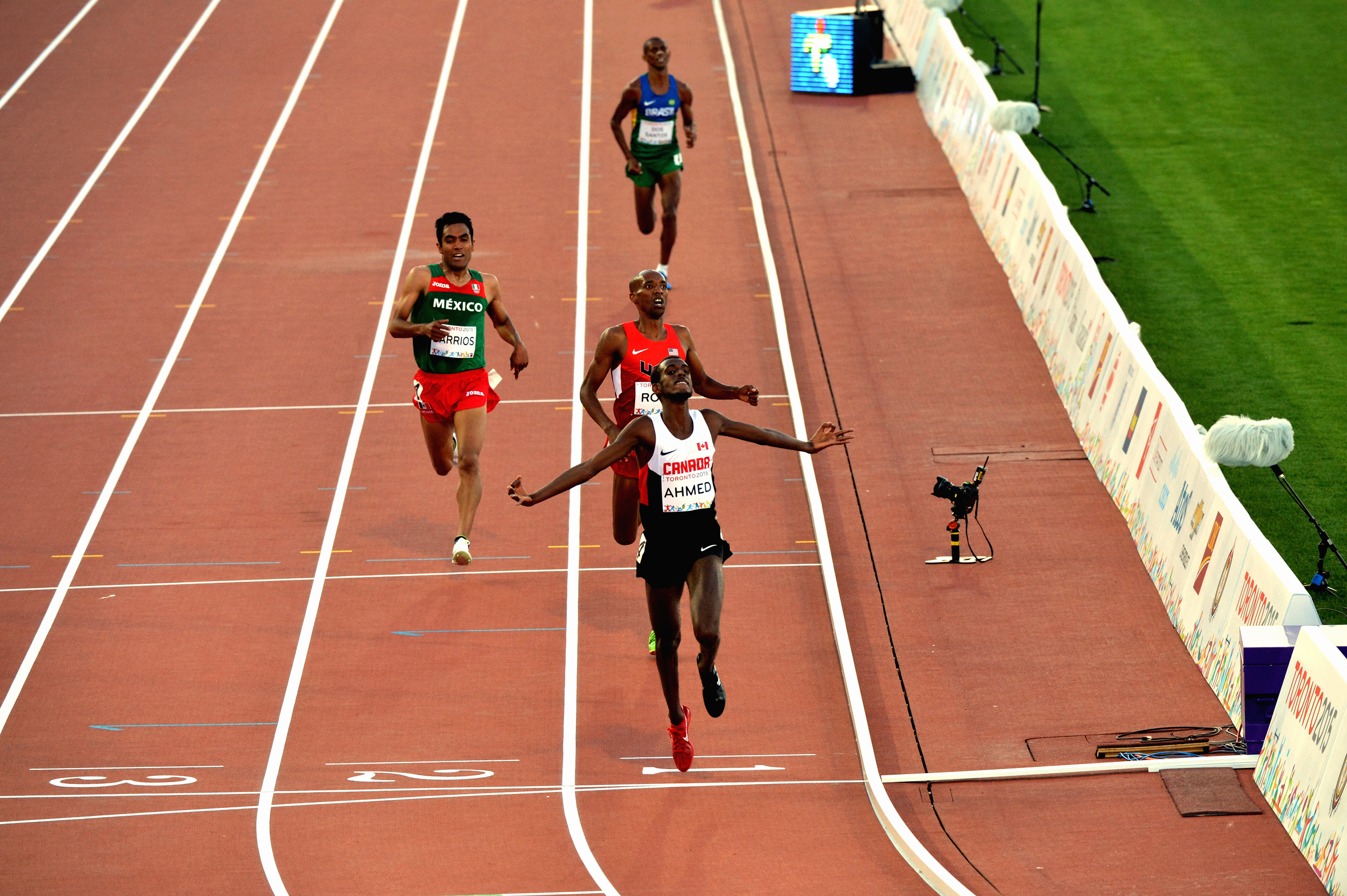
Der Zieleinlauf

Der 10.000-Meter-Lauf der Männer bei den Panamerikanischen Spielen 2015 fand am 21. Juli im CIBC Pan Am und Parapan Am Athletics Stadium in Toronto statt.
14 Läufer aus elf Ländern nahmen an den Lauf teil. Die Goldmedaille gewann Mohammed Ahmed nach 28:49,96 min, Silber ging an Aron Rono mit 28:50,83 min und die Bronzemedaille gewann Juan Luis Barrios mit 28:51,57 min.

## Rekorde
Vor dem Wettbewerb galten folgende Rekorde:
| Weltrekord        | Kenenisa Bekele | 26:17,53 min | Brüssel, Belgien                                     | 26. August 2005 |
| Rekord der Spiele | David Galván    | 28:08,74 min | Panamerikanische Spiele in Rio de Janeiro, Brasilien | 27. Juli 2007   |

## Ergebnis

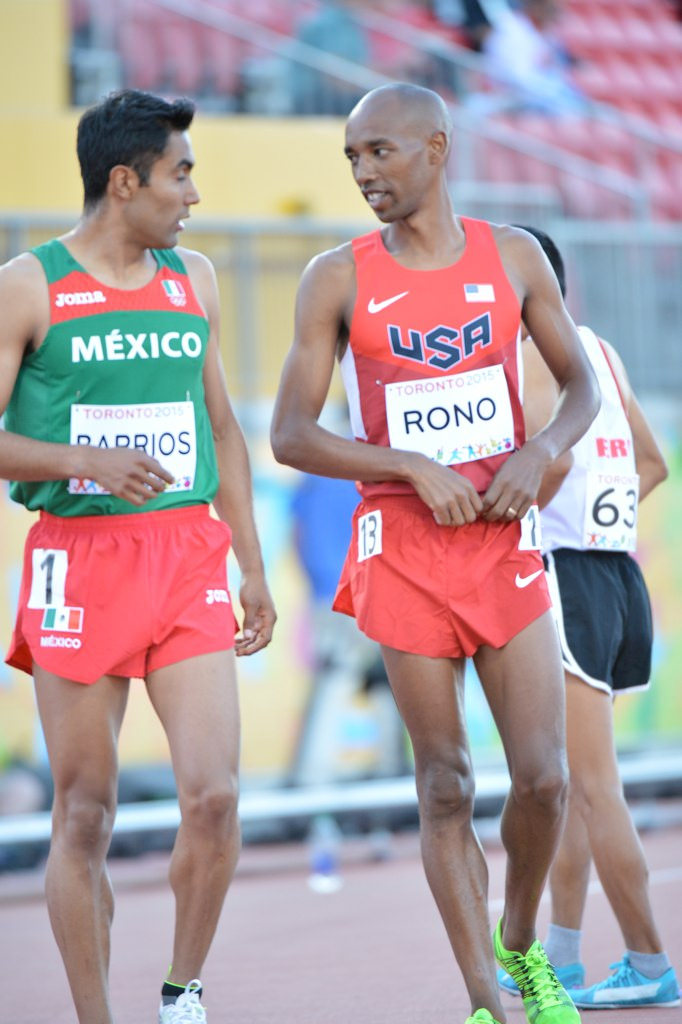
Die Silber- und Bronzemedaillengewinner Aron Rono und Juan Luis Barrios

21. Juli 2015, 19:55 Uhr
| Platz | Athlet                 | Land               | Zeit (min) |
| ----- | ---------------------- | ------------------ | ---------- |
|       | Mohammed Ahmed         | Kanada             | 28:49,96   |
|       | Aron Rono              | Vereinigte Staaten | 28:50,83   |
|       | Juan Luis Barrios      | Mexiko             | 28:51,57   |
| 4     | Shadrack Kipchirchir   | Vereinigte Staaten | 29:01,55   |
| 5     | Luis Ostos             | Peru               | 29:03,93   |
| 6     | Bayron Piedra          | Ecuador            | 30:16,02   |
| 7     | Mario Pacay            | Guatemala          | 30:16,37   |
| 8     | Leslie Encina          | Chile              | 30:30,12   |
| 9     | James Cesar Rosa       | Puerto Rico        | 30:39,66   |
| 10    | Aaron Hendrikx         | Kanada             | 31:27,16   |
| 11    | Alvaro Sanabria        | Costa Rica         | 31:41,77   |
|       | Daniel Chaves da Silva | Brasilien          | DNF        |
|       | José Mauricio González | Kolumbien          | DNF        |
|       | Giovani dos Santos     | Brasilien          | DSQ 1      |